# Бездеж
Бе́здеж (бел. Бездзеж) — агрогородок в Дрогичинском районе Брестской области Беларуси. Административный центр Бездежского сельсовета.

## История
Первое упоминание о селении Бездеж относится к 24 мая 1409 года, когда деревня находилась в Здитовской волости, входившей в состав Великого княжества Литовского. В письменных источниках того времени она упоминается как селение Бездеж, которое великий князь Витовт передал костелу Пресвятой Девы Марии в Троках.
В 1566 году Бездеж получил права местечка, а в конце XVIII века стал именоваться городом. Славился своим ткачеством.
Во время Северной войны в 1706 году шведы сожгли Бездеж. 8 сентября 1771 года местечко пострадало в результате столкновения между барскими конфедератами гетмана Михаила Огинского и отрядом казаков под командованием суворовского полковника Албишева. Войско гетмана ВКЛ Огинского тогда победило.
С 1783 году Бездеж находился в числе королевских имений. В 1795 году местечко вошло в состав России.
В начале XIX века Бездеж уже в составе юго-восточной части Кобринского уезда. Зажиточные жители местечка занимались земледелием, извозом и ремеслом. Ежегодно здесь проводилось четыре ярмарки. На них съезжались жители окрестных деревень.
В 1824 году в Бездеже была создана первая школа, а в 1825-м здесь построено первое каменное здание. До 1832 года училищем ведал Виленский университет, а с 1867-го оно перешло в ведение Гродненской дирекции народных училищ.
В местечке Бездеж в 1824 году было открыто училище, которое с 1825 по 1832 год было частью Виленского университета. Поэтому бездежцы были образованными людьми.
25 лет, начиная с 1832 года, Бездеж арендовал помещик Кобринского уезда Никодим Ожешко. В его фольварке находилось волостное правление, две церкви, две лавки, постоялый двор, училище.
В 1882 году через Дрогичинщину прошла Полесская железная дорога, но пути проложили далеко от Бездежа. Это обстоятельство стало причиной того, что к концу XIX века местечко превратилось в деревню.
В 1915 году Бездеж оккупировали войска кайзеровской Германии, а в 1919-м — буржуазной Польши. Летом 1920 года здесь на непродолжительное время установилась советская власть.
До сентября 1939 года Бездеж находился под властью буржуазно-помещичьей Польши. Бездеж был центром гмины Дрогичинского повета Полесского воеводства.
Во время Великой Отечественной войны погибло 146 жителей деревни. 16 июля 1944 года Бездеж был освобожден от фашистов.
В 1949 году в Бездеже был организован колхоз «Новый путь». В 1950-м хозяйство укрупнили, присоединив к нему колхоз «Большевик».

## Образование
В Бездеже имеется 1 общеобразовательная школа. Работает одно детское дошкольное учреждение, музыкальная и воскресная школы.

## Достопримечательность
- Свято-Троицкая церковь (1784 г.)
- Троицкий костёл
- Пункт геодезической Дуги Струве «Бездеж» (XIX век)
- Церковь Рождества Христова
- Мемориальная часовня
- Музей народного творчества «Бездежский фартушок»
- Крестьянское подворье «Каля Плэса».
- Колонна в честь Конституции 3 мая (XVIII в.)

## Культура
В агрогородке расположен Музей народного творчества «Бездежский фартушок».   
Музей народного творчества «Бездежскі фартушок» — единственный в мире музей фартуков — открыт 17 января 1999 года. Здесь практически полностью восстановили полесский быт начала XX века.
В 2009 году музей удостоен специальной премии Президента Республики Беларусь за создание уникальной коллекции аутентичных узоров народного творчества, значительный вклад в сохранение и популяризацию местных ремёсел, обрядов и диалектов.
В 2014 году музей стал обладателем диплома XII республиканского туристского конкурса «Познай Беларусь» в номинации «За развитие въездного туризма».
В сентябре 2012 года в музее открылась новая экспозиция под открытым небом — крестьянское подворье «Каля Плэса».
Уникальный весенний обряд-хоровод «Стрылка», который музей организует на Пасху, внесён в Список нематериального наследия Беларуси.  
Также расположен музей ГУО «Бездежская средняя школа».